# Драгожел
Драгожел (на македонска литературна норма: Драгожел) е село в Северна Македония, в Община Кавадарци.

## География
Селото е разположено южно от Кавадарци, на високото плато Витачево над Тиквешкото езеро.

## История
Селото се споменава под името Дражеля в грамота на Иван и Константин Драгаш, датирана около 1378 година. В края на ХVI век Драгожил е в състава на нахия Тиквеш, лива Кюстендил. Към 1590 година част от селото е тимар на Абдуллахоглу Хюсеин, наследил Али, който се е отказал от тимара.
Селската църква „Свети Никола“ е от XIX век.
Според статистиката на Васил Кънчов („Македония. Етнография и статистика“) от 1900 г. Драгожел е има 180 жители българи християни. За съпротива против македонизма са осъдени на 12 години затвор местните жители с българско самосъзнание Христо Дабнишки и Кръстьо Шолев, като първият умира в затвора, а вторият остава инвалид поради изтезанията, на които са подложени.

## Личности
Родени в Драгожел
- Йован Динев (р. 1948), политик от Северна Македония, депутат от ВМРО-ДПМНЕ[6]